# Gumi (Rosja)
Gumi (ros. Гуми) – wieś w Rosji, w Dagestanie, w rejonie tabasarańskim. W 2010 liczyła 258 mieszkańców, głównie Tabasaranów.